# Katsura-no-miya
Véase también Príncipe Katsura, el segundo hijo del Príncipe Mikasa .
El Katsura-no-miya (桂宮家) fue uno de los cuatro shinnōke, ramas de la Familia Imperial de Japón que eran elegibles para suceder al Trono del Crisantemo en caso de que la línea principal se extinguiera. Fue fundada por el Príncipe Toshihito, nieto del Emperador Ōgimachi y hermano del Emperador Go-Yōzei. Es el segundo shinnōke más antiguo, después del Fushimi-no-miya.
La rama de los Katsura-no-miya se ha extinguido varias veces y ha sufrido varios cambios de nombre. Originalmente se llamaba Hachijō-no-miya. El Príncipe Hachijō-no-miya Toshihito vivía en la Villa Imperial de Katsura en Kioto, por lo que él y todos sus descendientes fueron conocidos como Katsura-no-miya.
El Príncipe Yoshihito de Mikasa, segundo hijo del Príncipe Mikasa, recibió el título de Katsura-no-miya en 1988. Sin embargo, este título está relacionado con su emblema (お印, o-shirushi), Katsura (Cercidiphyllum), y por lo tanto no está relacionado con el título de shinnōke.
A menos que se indique lo contrario, todos los príncipes mencionados aquí son hijos de sus predecesores.
|    | Nombre                                              | Fecha de nacimiento | Ascencsión | Muerte | Notas                                                                                         |
| -- | --------------------------------------------------- | ------------------- | ---------- | ------ | --------------------------------------------------------------------------------------------- |
| 1  | Hachijō-no-miya Toshihito shinnō (八条宮 智仁親王?) | 1579                | 1589       | 1629   | Nieto del Emperador Ōgimachi y hermano del Emperador Go-Yōzei                                 |
| 2  | Hachijō-no-miya Toshitada shinnō (八条宮 智忠親王?) | 1620                | 1629       | 1662   | Se casó con la nieta de Maeda Toshiie                                                         |
| 3  | Hachijō-no-miya Yasuhito shinnō (八条宮 穏仁親王?)  | 1643                | 1662       | 1665   | Hijo del Emperador Go-Mizunoo Y primo hermano de Toshitada                                    |
| 4  | Hachijō-no-miya Osahito shinnō (八条宮 長仁親王?)   | 1655                | 1665       | 1675   | Hijo del Emperador Go-Sai, hermano del príncipe Katsura Yasuhito (#3)                         |
| 5  | Hachijō-no-miya Naohito shinnō (八条宮 尚仁親王?)   | 1671                | 1675       | 1689   | Hermano del príncipe Katsura Osahito (#4) e hijo del Emperador Go-Sai.                        |
| 6  | Tokiwai-no-miya Saku-no-miya (常磐井宮 作宮?)       | 1689                | 1689       | 1692   | Hijo del Emperador Reigen, primo del príncipe Katsura Naohito (#5)                            |
| 7  | Kyōgoku-no-miya Ayahito shinnō (京極宮 文仁親王?)   | 1680                | 1697       | 1711   | Hermano del príncipe Katsura Saku-no-miya, hijo adoptivo de Arisugawa-no-miya Yukihito        |
| 8  | Kyōgoku-no-miya Yakahito shinnō (京極宮 家仁親王?)  | 1704                | 1709       | 1768   |                                                                                               |
| 9  | Kyōgoku-no-miya Kinhito shinnō (京極宮 公仁親王?)   | 1733                | 1768       | 1770   |                                                                                               |
| 10 | Katsura-no-miya Takehito shinnō (桂宮 盛仁親王?)    | 1810                | 1810       | 1811   | Hijo del emperador Kōkaku, primo segundo retirado dos veces de Kinhito (#9)                   |
| 11 | Katsura-no-miya Misahito shinnō (桂宮 節仁親王?)    | 1833                | 1836       | 1836   | Hijo del Emperador Ninkō, sobrino de Takehito (#10)                                           |
| 12 | Katsura-no-miya Sumiko naishinnō (桂宮 淑子内親王?) | 1829                | 1863       | 1881   | Hija del emperador Ninkō, media hermana de Kazu-no-miya, consorte del Shogun Tokugawa Iemochi |